# Agua de Salud
Agua de Salud es un corregimiento del distrito de Ñürüm en la comarca Ngäbe-Buglé, República de Panamá. La localidad tiene 3.049 habitantes (2010).